# Москалёв, Алексей Александрович
Алексе́й Алекса́ндрович Москалёв (род. 5 ноября 1976 года, Сыктывкар) — российский учёный-биолог, доктор биологических наук, профессор РАН, член-корреспондент РАН (2016). Заведующий лабораторией геропротекторных и радиопротекторных технологий Института биологии Коми НЦ УрО РАН, главный научный сотрудник Российского геронтологического научно-клинического центра, ведущий научный сотрудник Института молекулярной биологии им. В. А. Энгельгардта.
Автор более 100 публикаций в областях генетики старения, генетики продолжительности жизни, радиационной генетики. Исследовал геном дрозофилы, включая гены продолжительности жизни. Член редколлегий ряда научных журналов: Biogerontology, Frontiers in Genetics of Aging, Aging, Ageing Research Reviews, Gerontology, Aging and Disease, Stem Cell Reviews and Reports, «Доклады Академии наук» (серия «Науки о жизни»), «Успехи геронтологии», «Теоретическая и прикладная экология», «Медицинский вестник Северного Кавказа».
Входит в 2 % самых цитируемых учёных мира по версии Elsevier BV Stanford University Top World Ranking.
Автор телеграм-канала «Путь долгожителя».

## Биография
Окончил СыктГУ, где обучался на кафедре «физиология человека и животных» химико-биологического факультета. В 1996 году начал работать лаборантом в Отделе радиоэкологии Институт биологии Уральского отделения РАН, где в настоящее время заведует лабораторией молекулярной радиобиологии и геронтологии.
В 2001 году защитил кандидатскую диссертацию по специальности «радиобиология» в МГУ. Там же в 2004 году защитил диссертацию на соискание степени доктора биологических наук по радиобиологии.
В 2008 году организовал регулярную международную конференцию «Генетика продолжительности жизни и старения» (Сыктывкар, 2008, 2010; Москва, 2012; Сочи, 2014).

## Научная деятельность
Алексей Москалёв является специалистом в области генетики продолжительности жизни и старения и радиационной генетики. Занимается исследованием механизмов регуляции скорости старения и долголетия модельных животных (репарация ДНК, белки теплового шока, NF-kB, Tor- и PI3K-сигнальный каскад, апоптоз), в том числе применительно к проблемам радиационного гормезиса и радиоадаптации. В соавторстве с Е. Н. Плюсниной показал, что гиперэкспрессия одного из генов системы репарации ДНК — GADD45 — в нервной системе дрозофил в некоторых условиях приводит к значительному увеличению (до 75 %) продолжительности жизни.
Участвовал в работе по расшифровке и изучению генома и транскриптомов долгоживущего млекопитающего летучей мыши Myotis brandtii. Предложил фрактальную гипотезу старения.
Ведёт блог, в котором в виде схем обобщает современные знания в области генетики долголетия. Автор концептуальных схем: Механизмы старения человека, Биомаркеры старения человека и Эволюция идей в биогеронтологии. Опубликовал научно-популярную книгу «120 лет жизни — только начало. Как победить старение?», «Как победить свой возраст? 8 уникальных способов, которые помогут достичь долголетия», «Кишечник долгожителя. 7 принципов диеты, замедляющей старение», «Секреты вечной молодости».

### Монография
Москалев А. А. Старение и гены. — 2008. — 358 с. — ISBN 978-5-02-026314-7.

### Обзорные статьи
- Moskalev A.A., Shaposhnikov M.V., Plyusnina E.N., Zhavoronkov A., Budovsky A., Yanai H., Fraifeld V.E. The role of DNA damage and repair in aging through the prism of Koch-like criteria (англ.) // Ageing Research Reviews. — 2013. — Vol. 12, no. 2. — P. 661—684. — doi:10.1016/j.arr.2012.02.001. — PMID 22353384. Архивировано 21 января 2016 года.
- Москалев А.А. К вопросу о генетической обусловленности процессов старения // Успехи геронтологии. — 2008. — Т. 21, № 3. — С. 463—469. Архивировано 10 февраля 2014 года.
- Москалев А.А. Перспективные направления генетики старения и продолжительности жизни // Успехи геронтологии. — 2009. — Т. 22, № 1. — С. 92—103. Архивировано 10 февраля 2014 года.
- Москалев А.А. Роль стволовой ниши в процессах старения организма // Российский химический журнал. — 2009. — Т. LIII, № 3. — С. 83—87. Архивировано 19 января 2016 года.
- Москалев А.А. Генетика и эпигенетика старения и долголетия // Экологическая генетика. — 2013. — Т. 11, № 1. — С. 3—11. Архивировано 26 ноября 2013 года.

## Награды и премии
- 2003 — премия Геронтологического общества при РАН для молодых ученых.
- 2004 — премия имени Н. В. Тимофеева-Ресовского для молодых ученых УрО РАН.
- 2007 — премии и медаль «За успехи в радиационной генетике» им. В. А. Шевченко научного общества «Биосфера и человечество» им. Н. В. Тимофеева-Ресовского.
- 2009 — премия им. акад. В. В. Фролькиса для молодых ученых Украинского общества геронтологов и гериатров.
- 2010 — премия и медали РАН для молодых ученых.
- 2010 — премия Содружества дебютов и медали Международной Ассоциации Академий Наук «За содействие науке».
- 2011 — премия им. Н. В. Тимофеева-Ресовского УрО РАН.
- 2021 — Research Excellence Award Russia 2021 (Науки о жизни).

## Документальные фильмы
- «Повелитель долголетия. Алексей Москалев»[29]